# Glen Gray
Glenn Gray Knoblauch (7 de junio de 1900 – 23 de agosto de 1963), conocido profesionalmente como Glen Gray, fue un saxofonista de jazz estadounidense y líder de la Orquesta de Casa Loma.

## Primeros años
Gray nació de Lurdie P. y Agnes (Gray) Knoblauch en Roanoke, Illinois, Estados Unidos. Su padre era tabernero y trabajador ferroviario que murió cuando Glen tenía dos años. Tenía una hermana mayor. Su madre viuda se casó con George H. DeWilde, un minero del carbón, y trasladó a su familia a Roanoke. Gray se graduó de Roanoke High School, en 1917, donde jugó baloncesto y adquirió su apodo, "Spike". 

## Carrera
Gray asistió al Conservatorio Americano de Música en 1921, pero lo dejó durante su primer año para ir a Peoria, Illinois, para tocar con la orquesta de George Haschert. De 1924 a 1929 tocó con varias orquestas en Detroit, Michigan. 
Gray se desempeñó como líder de la Orquesta de Casa Loma, aunque la orquesta en sí se había formado como un grupo colectivo, sin un líder designado. Sus apariciones a mediados de la década de 1930 en el programa de variedades y comedia de radio de larga duración, Camel Caravan, (presentado con su tema, "Smoke Rings") aumentaron su popularidad. Gray decidió no dirigir la banda en los primeros años, tocando en la sección de saxofón mientras el violinista Mel Jenssen actuaba como director. En 1937, la banda votó abrumadoramente a favor de que Glen dirigiera la orquesta y Gray finalmente aceptó el trabajo. A mediados de la década de 1940, Gray pasaría a ser dueño de la banda y del nombre Casa Loma. Durante un tiempo, durante este período, la banda contó con el guitarrista Herb Ellis, el trompetista Bobby Hackett, el pianista Nick Denucci y el cornetista Red Nichols.
En 1950, la banda Casa Loma había dejado de hacer giras y Gray se retiró a Massachusetts. Las grabaciones posteriores en Capitol Records (comenzando con Casa Loma en Hi-Fi en 1956 y continuando con la serie Sounds of the Great Bands) se realizaron con Gray liderando un grupo de músicos de estudio en Hollywood (aunque varios de los "alumnos" de Gray ocasionalmente presentaban ). En total, se realizaron unas 14 grabaciones estéreo y de alta fidelidad para Capitol bajo el nombre de Glen Gray y la Orquesta Casa Loma antes de la muerte de Gray en 1963.

## Grabaciones importantes
Grabó y lanzó la versión original del estándar de jazz y big band "Sunrise Serenade" con Frankie Carle al piano en 1938. Sus otras grabaciones consistieron en "Blue Moon", "Blue Champagne", "True", "The Old Spinning Wheel" y "Learning".

## Vida personal y muerte
Gray y su esposa tuvieron un hijo. 
En 1963, Gray murió en Plymouth, Massachusetts, de linfoma, a la edad de 63 años.